# Szukaj swajo
Szukaj swajo (biał. Шукай сваё, pol. Szukaj swojego) – czwarty album studyjny białoruskiego zespołu rockowego :B:N:, wydany 19 marca 2015 roku. Znalazło się na nim dziewięć premierowych utworów, w tym jeden w wersji akustycznej. Tytułowa piosenka została nagrana w mińskim studiu Taksafon przy udziale profesjonalnych wokalistów, Andreja Piatroua i Walancina Miacielskiego, którzy nagrali wokalne efekty imitujące dźwięki instrumentów muzycznych.

## Lista utworów
| Nr | Tytuł utworu      | Oryginalna pisownia tytułu | Długość |
| -- | ----------------- | -------------------------- | ------- |
| 1. | „Cieni”           | «Цені»                     | 3:44    |
| 2. | „Hladyjatary”     | «Глядыятары»               | 4:20    |
| 3. | „Paralelny swiet” | «Паралельны свет»          | 4:18    |
| 4. | „Popieł”          | «Попел»                    | 3:28    |
| 5. | „Wyszynia”        | «Вышыня»                   | 3:08    |
| 6. | „Wiartannie”      | «Вяртанне»                 | 3:35    |
| 7. | „Palusy”          | «Палюсы»                   | 4:20    |
| 8. | „Sapraudny”       | «Сапраўдны»                | 3:58    |
| 9. | „Szukaj swajo”    | «Шукай сваё»               | 3:21    |
|    |                   |                            | 34:12   |

## Twórcy
- Alaksandr Lutycz – gitara, śpiew
- Juryj Bardouski – gitara
- Alaksandr Silicki – gitara basowa
- Dzmitryj Charytanowicz – perkusja
- Andrej Piatrou – beatbox i wokal wspomagający (gościnnie, utwór 9)
- Walancin Miacielski – beatbox i wokal wspomagający (gościnnie, utwór 9)
- Siarhiej Maszkowicz – teksty
- Dzmitryj Iwaniej – zapis i mastering[2]